# Acheroxenylla
Genre
Acheroxenylla est un genre de collemboles de la famille des Hypogastruridae.

## Distribution
Les espèces de ce genre se rencontrent en Grèce et en Espagne.

## Liste des espèces
Selon Checklist of the Collembola of the World (version du 6 novembre 2019) :
- Acheroxenylla canariensis Fjellberg, 1992
- Acheroxenylla cretensis Ellis, 1976
- Acheroxenylla furcata Fjellberg, 1992

## Publication originale
- Ellis, 1976 : Autumn fauna of Collembola from central Crete. Tijdschrift voor entomologie, vol. 119, no 8, p. 221-326 (texte intégral).